# Lista przewodniczących Izby Zgromadzenia Barbadosu

## Chronologiczna lista
| # | Imię i Nazwisko                | Portret | Kadencja       | Kadencja      | Partia polityczna | Partia polityczna |
| # | Imię i Nazwisko                | Portret | Od             | Do            | Partia polityczna | Partia polityczna |
| - | ------------------------------ | ------- | -------------- | ------------- | ----------------- | ----------------- |
| 1 | John Eustace Theodore Brancker |         | grudzień 1961  | sierpień 1971 |                   | DLP               |
| 2 | Neville Maxwell                |         | wrzesień 1971  | styczeń 1976  |                   | DLP               |
| 3 | Eyre Hoppin                    |         | styczeń 1976   | sierpień 1976 |                   | DLP               |
| 4 | Burton Hinds                   |         | wrzesień 1976  | czerwiec 1984 |                   | BLP               |
| 5 | Charles Lindsay Bolden         |         | czerwiec 1984  | maj 1986      |                   | BLP               |
| 6 | Lawson Weekes                  |         | maj 1986       | czerwiec 1994 |                   | DLP               |
| 7 | Ishmael Roett                  |         | wrzesień 1994  | grudzień 2007 |                   | BLP               |
| 8 | Michael A. Carrington          |         | luty 2008      | marzec 2018   |                   | DLP               |
| 9 | Arthur Holder                  |         | 5 czerwca 2018 | nadal         |                   | BLP               |